# Memphis Monroe
Memphis Monroe (ur. 23 marca 1985 w Nowym Orleanie) – amerykańska modelka i aktorka występująca od 2005 w filmach pornograficznych. Od listopada 2005 do 2007 była związana kontraktem z Hustlerem. Pojawiła się dwukrotnie na okładce tego czasopisma. Wystąpiła też w głównej roli w wysokobudżetowej produkcji porno Hustler Video zatytułowanej Aphrodisiac (2006). Memphis była też związana z Adult Talent Managers.
Jej imię „Memphis” pochodzi od głównego bohatera filmu 60 sekund (Gone in Sixty Seconds), a nazwisko „Monroe” od Marilyn Monroe.

## Życiorys

### Wczesne lata
Urodziła się w Nowym Orleanie w stanie Luizjana.  Wychowywała się w Louisville w stanie Kentucky. W wieku 16 lat podjęła pracę jako gospodyni w restauracji Hooters.

### Początki kariery
Po ukończeniu 18 lat spróbowała swoich sił jako modelka. W 2003 pod pseudonimem „Jamie Lynn” zamieściła swoje fotografie na prywatnej stronie internetowej. Strona działała do 2006. W 2003 i 2005 jej zdjęcia ukazały się w kalendarzach sieci The Hooters. Zaczęła też pozować nago. W kwietniu 2004 jej zdjęcia znalazły się w „Hardcore Muscle Magazine”.
W kwietniu 2005 roku, w wieku 20. lat zadebiutowała w filmie porno Peter North's POV 10 (2005) w reżyserii Petera Northa w scenie z Scottem Nailsem. Jednym z jej pierwszych produkcji był Northstar Associates First Offense 14 (2006) w scenie z Justice Youngiem (w napisach: Saz One) z udziałem Taryn Thomas i Anthony’ego Hardwooda. Jeszcze jako Jamie Lynn wystąpiła w filmach: Her First Lesbian Sex Vol. 6 (2005) z Sativą Rose i Teen Cum Dumpsters (2005). Jako Jamie zagrała w P.O.V. 2 (2005). Później zaczęła występować pod pseudonimem „Memphis Monroe”.

### Dziewczyna Hustlera
W sierpniu 2005 miała miejsce premiera dwudziestej drugiej części serii filmów przedstawiającej seks lesbijski – 4 Finger Club. Jego gwiazdą była Julia Bond, ale wśród dziewięciu pozostałych aktorek znalazła się Memphis Monroe.
W listopadzie 2005 podpisała kontrakt z Hustlerem. Jako tzw. kontraktowa dziewczyna Hustlera brała udział w targach erotycznych AVN Adult Entertainment Expo w styczniu 2006, a pięć miesięcy później w pierwszym festiwalu eXXXotica Miami. W grudniu 2005 znalazła się na okładce wydawanego przez tę firmę magazynu "Hustler".
Występowała w wielu produkcjach Hustlera. W kwietniu 2006 była jedną z dwóch gwiazdek (drugą była Joey Hart) filmu Larry's Angels. Memphis zagrała dziewczynę z małego miasteczka, która przeistacza się w kobietę uprawiającą seks z elementami BDSM.
W lipcu 2006 Memphis Monroe zagrała tytułową rolę w wysokobudżetowej produkcji porno Hustlera pod tytułem Aphrodisiac. Reżyserem tego filmu był Jerome Tanner. Monroe wystąpiła w filmie w scenach z Evanem Stone’em i Tommym Gunnem. Miesiąc później miały miejsce zdjęcia do kolejnego filmu, którego gwiazdką była Monroe – Christmas in Memphis.
Memphis Monroe gościła też na okładkach magazynów: „Barely Legal” (we wrześniu 2006) i „Hustler” (w październiku 2006).
W czerwcu 2006 na stronie HustlerLive.com występowała na żywo z inną dziewczyną kontraktową Hustlera, Mya Luanna.
W listopadzie 2006 Hustler przedłużył z nią kontrakt o rok.
22 lutego 2007 do sklepów trafiła kolejna wysokobudżetowa produkcja Hustlera z Memphis Monroe w roli głównej zatytułowana The Dark Side of Memphis.
30 maja 2007 otworzyła swoją stronę internetową. We wrześniu 2007 przeszła operację powiększenia biustu.

### Po wygaśnięciu kontraktu z Hustlerem
Po wygaśnięciu kontraktu z Hustlerem zaczęła pracować na własną rękę. Zagrała m.in. u Stormy Daniels w filmach Wild and Crazy Night, na temat którego wypowiadała się w lutym 2008, i w Predator 2, który zalicza do swoich ulubionych filmów. W 2008 Memphis wystąpiła też, obok m.in.: Jesse Jane, Sophii Santi, Adrianny Lynn i Alexis Texas, w zrealizowanej w HD produkcji Digital Playground zatytułowanej Cheerleaders. W maju 2008 jej zdjęcie pojawiło się na okładce magazynu dla mężczyzn „Stiletto”.
4 czerwca 2008 roku z dwiema innymi gwiazdkami porno gościła w programie radiowym Howarda Sterna.
W 2008 została nominowana do XBIZ Award w kategorii „Wykonawczyni roku” i do nagrody F.A.M.E. w kategorii „Ulubiony biust”.
W 2008 roku związała się z aktorem porno Julianem.

## Nagrody i nominacje
| Rok  | Nagroda                 | Kategoria                                        | Film                | Inni wykonawcy                                                                                 | Rezultat  |
| ---- | ----------------------- | ------------------------------------------------ | ------------------- | ---------------------------------------------------------------------------------------------- | --------- |
| 2005 | 10th Annual CAVR Awards | Gwiazdka roku                                    | –                   | –                                                                                              | Nominacja |
| 2008 | XBIZ Award              | Wykonawczyni roku                                | –                   | –                                                                                              | Nominacja |
| 2008 | F.A.M.E. Awards         | Ulubiony biust”                                  | –                   | –                                                                                              | Nominacja |
| 2009 | AVN Award               | Najlepsza scena seksu grupowego samych dziewczyn | Cheerleaders (2008) | Adrenalynn, Jesse Jane, Shay Jordan, Brianna Love, Priya Rai, Sophia Santi, Stoya i Lexi Tyler | Wygrana   |

## Filmografia
| Rok  | Tytuł                           | Wytwórnia                 | Informacje dodatkowe                |
| ---- | ------------------------------- | ------------------------- | ----------------------------------- |
|      |                                 |                           |                                     |
| 2005 | 18 And Nasty 45                 | T.T. Boy Productions      |                                     |
| 2005 | Bait 3                          | Sin City                  |                                     |
| 2005 | Barefoot Confidential 38        | Kick Ass Pictures         |                                     |
| 2005 | Barely Legal 54                 | Hustler Video             |                                     |
| 2005 | Big League Facials 2            | Twisted Pink              |                                     |
| 2005 | Cum Stained Casting Couch 4     | Red Light District        |                                     |
| 2005 | Dawn of the Head                | Evolution Erotica         |                                     |
| 2005 | Deep Throat This 28             | North Star                |                                     |
| 2005 | Dream Teens 4                   | Sin City                  |                                     |
| 2005 | Face Blasters 3                 | Elegant Angel Productions |                                     |
| 2005 | Four Finger Club 22             | New Sensations            |                                     |
| 2005 | Gina's Fresh Breed 2            | Exquisite                 |                                     |
| 2005 | Girly Thoughts 3                | DVSX                      |                                     |
| 2005 | Hellcats 9                      | Evil Angel                |                                     |
| 2005 | Her First Lesbian Sex 6         | Pink Visual Productions   |                                     |
| 2005 | Larry's Angels                  | Hustler Video             |                                     |
| 2005 | Legal Teens 1: Teens With Tits  | Maximum Xposure           |                                     |
| 2005 | New Releases 4                  | 3rd Degree                |                                     |
| 2005 | Peter North's POV 10            | North Star                |                                     |
| 2005 | POV 2                           | Evolution Erotica         |                                     |
| 2005 | Pretty Little Fuck Slaves       | VCA                       |                                     |
| 2005 | Pussy Foot'n 14                 | Zaye Entertainment        |                                     |
| 2005 | SoCal Coeds 2                   | Pure Play Media           |                                     |
| 2005 | Strip Tease Then Fuck 7         | Zero Tolerance            |                                     |
| 2005 | Teen Power 15                   | Kick Ass Pictures         |                                     |
| 2005 | Teens Too Pretty for Porn 3     | Evasive Angles            |                                     |
| 2005 | Two Dicks For Every Chick 2     | Lethal Hardcore           |                                     |
| 2006 | 12 Nasty Girls Masturbating 7   | Madness                   |                                     |
| 2006 | American Daydreams 1            | Pure Play Media           |                                     |
| 2006 | Aphrodisiac                     | Hustler Video             | Najdroższa produkcja Hustler Video. |
| 2006 | Backwoods of Memphis            | Hustler Video             |                                     |
| 2006 | Barely Legal Corrupted 7        | Hustler Video             |                                     |
| 2006 | Christmas In Memphis            | Hustler Video             |                                     |
| 2006 | College Invasion 8              | Shane's World             |                                     |
| 2006 | Cum Rain Cum Shine 2            | Elegant Angel Productions |                                     |
| 2006 | Exposed 1                       | Hustler Video             |                                     |
| 2006 | First Offense 14                | North Star                | Debiut Memphis Monroe.              |
| 2006 | Hustler Exposed                 | Hustler Video             |                                     |
| 2006 | I Know You're Watching 4        | New Sensations            |                                     |
| 2006 | Lesbian Training 5              | X-Cartel                  |                                     |
| 2006 | Nice Fuckin' Tits               | Elegant Angel Productions |                                     |
| 2006 | Pin Up Honeys 1                 | Hustler Video             |                                     |
| 2006 | Strap Attack 4                  | Evil Angel                |                                     |
| 2006 | Teen Cum Dumpsters 1            | Freaky Deaky              |                                     |
| 2006 | Tits: Young Ripe And Real       | Elegant Angel Productions |                                     |
| 2007 | Ass Appeal 5                    | Hustler Video             |                                     |
| 2007 | Baby Fat 2                      | Baby Doll                 |                                     |
| 2007 | Breaking and Entering           | Hustler Video             |                                     |
| 2007 | Dark Side Of Memphis            | Hustler Video             |                                     |
| 2007 | Double Penetration              | Hustler Video             |                                     |
| 2007 | Farmer's Filthy Li'l Daughter   | Hustler Video             |                                     |
| 2007 | Girls Banging Girls 1           | Hustler Video             |                                     |
| 2007 | Her First Lesbian Sex 12        | Pink Visual Productions   |                                     |
| 2007 | Lickalicious 4                  | Baby Doll                 |                                     |
| 2008 | Ashlynn Goes to College 3       | New Sensations            |                                     |
| 2008 | Big Tits Boss 2                 | Reality Kings             |                                     |
| 2008 | Cheerleaders                    | Digital Playground        |                                     |
| 2008 | Control 9                       | Digital Playground        |                                     |
| 2008 | Doll House 4                    | Zero Tolerance            |                                     |
| 2008 | Housewife 1 on 1 11             | Pure Play Media           |                                     |
| 2008 | Joanna Angel's Anal Perversions | Hustler Video             |                                     |
| 2008 | Memphis Does Hollywood          | Hustler Video             |                                     |
| 2008 | My Space 4                      | Sinsation Pictures        |                                     |
| 2008 | Naughty Co-Ed Caper             | Adam & Eve                |                                     |
| 2008 | Pornstars Like it Big 2         | Brazzers                  |                                     |
| 2008 | Predator 2: the Return          | Wicked Pictures           |                                     |
| 2008 | Strap-On Club 2                 | Sinsational               |                                     |
| 2008 | Wet Dreams                      | Hustler Video             |                                     |